# Dialeurodicus radifera
Dialeurodicus radifera là một loài côn trùng cánh nửa trong họ Aleyrodidae, phân họ Aleurodicinae.
Dialeurodicus radifera được Sampson & Drews miêu tả khoa học đầu tiên năm 1941.